# Ириней (митрополит всей Америки и Канады)
Митрополит Ириней (в миру Иван Дмитриевич Бекиш, пол. Jan Bekisz, англ. John Bekish; 2 октября 1892, Межиреч, Люблинская губерния, Российская империя (ныне Люблинское воеводство, Польша) — 18 марта 1981, Нью-Йорк) — епископ Православной Церкви в Америке, архиепископ Нью-Йоркский, митрополит всей Америки и Канады.

## Биография
В 1914 году окончил Холмскую духовную семинарию. По выпуске он вступил в брак и два года служил чтецом на приходе.
1 августа 1916 года рукоположён в иерея епископом Бельским Серафимом (Остроумовым).
Назначен в военное духовенство и приставлен помощником настоятеля Люблинского кафедрального собора. Был настоятелем ряда приходов в Польше.
11 декабря 1928 года назначен благочинным второго благочиния Сарненского района. В 1934 году возведён в сан протоиерея. 1 мая 1934 года становится благочинным первого Камень-Каширского районного благочиния.
1 января 1935 года, как успешный администратор, назначается в консисторию Польской Православной Церкви.
В 1936 году переводится на должность помощника настоятеля Пинского собора. 26 августа 1938 года назначен настоятелем прихода в Лунинце и местным благочинным, а с 1 октября — ещё и заведующим Лунинецким миссионерксим комитетом.
В 1944 году эвакуировался вместе с семьёй в Германию где служил в лагерях для перемещённых лиц. В октябре 1947 года выехал в Бельгию.
19 октября 1947 года вошёл в подчинение митрополита Владимира (Тихоницкого), главы Русского Экзархата в Западной Европе в юрисдикции Константинопольского Патриархата.
20 марта 1952 года переехал в США и был принят в состав русской «Северо-Американской митрополии». Был настоятелем Троицкого храма в Мак-Аду, штат Пенсильвания.
После смерти 31 марта 1953 года жены, был 15 мая 1953 года избран епископом Токийским и Японским. 28 мая принял постриг с именем Ириней и был возведён в сан архимандрита.
Епископская хиротония была совершена 7 июня 1953 года митрополитом Леонтием (Туркевичем) и другими архиереями «Северо-Американской митрополии».
В Японии занимался активной деятельностью по восстановлению Церковной жизни, сильно пострадавшей во время Второй Мировой Войны. При нём отстраиваются церкви, восстанавливаются общины, растёт число обращённых в Православие, 17 октября 1954 года открылась Токийская духовная семинария, прекратившая своё существование во время войны.
Самым болезненным вопросом в жизни японского Православия был юрисдикционный раскол между сторонниками Московского Патриархата, во главе с епископом Николаем (Оно), и Американской митрополии. Епископ Ириней склонил епископа Николая и большинство его клира отступить от Москвы и войти в состав Американской митрополии в апреле 1954 года.
Хотя в 1955 году духовная миссия в Корее вышла из подчинения епископу Иринею и перешла под омофор Константинопольского Патриархата, достижения епископа Иринея были высоко оценены Большим Архиерейским Собором Американской Митрополии, который 9 мая 1957 года возвёл его в сан архиепископа.
14 июня 1960 года архиепископ Ириней был назначен архиепископом Бостона и Новой Англии и помощником престарелого главы Американской митрополии, митрополита Леонтия (Туркевича). Параллельно он недолго служил администратором Канадской архиепископии.
Синодальным решением от 9 октября 1962 года архиепископ был вновь назначен главой Японской епархии, однако, оставаясь в Америке, реальное управление японской паствой поручил новорукоположенному епископу Киотосскому Владимиру (Нагосскому), который в 1964 году формально занял место Иринея как Токийский архиерей.
После смерти митрополита Леонтия 14 мая 1965 года Большой Архиерейский Собор избрал архиепископа Иринея местоблюстителем предстоятельской кафедры. На XII Соборе Северо-Американской митрополии 23 сентября 1965 года Ириней был избран новым архиепископом Нью-Йоркским, митрополитом всея Америки и Канады.
Его предстоятельство было ознаменовано историческим достижением — полным примирением Московского Патриархата и Американской митрополии и дарованием 10 апреля 1970 года автокефалии от Русской Матери-Церкви, которая, впрочем, не была признана Константинопольским патриархатом и другими греческими церквами. 9 июня 1970 года Архиерейский Синод даровал митрополиту Иринею, как главе автокефальной Церкви, титул «Блаженнейший».
В начале 1974 года в связи с ухудшением здоровья митрополит Ириней обратился к Синоду с просьбой избрать временного администратора митрополичьей кафедры для повседневной работы. 15 мая 1974 года на этот пост был назначен архиепископ Монреальский и Канадский Сильвестр (Харунс).
9 марта 1977 года он объявил о своём решении уйти на покой 25 октября, в день открытия V Собора ПЦА. Собор избрал новым главой Церкви епископа Феодосия (Лазора), а митрополит Ириней удалился в дом престарелых.
Скончался 18 марта 1981 года в Нью-Йорке от сердечного приступа.

## Награды
- набедренник и скуфья (1917).
- камилавка (11 декабря 1928).
- золотой наперсный крест (1929).
- палица (1937).
- наперсный крест с драгоценностями (1940).
- митра (1947).